# Paquita la del Barrio (serie de televisión)
Paquita la del Barrio es una serie de televisión biográfica mexicana producida por Sony Pictures Television y Teleset para Imagen Televisión en 2017. Está basada en la vida de la cantante e intérprete mexicana Paquita la del Barrio.
Está protagonizada por Andrea Ortega-Lee personificando a Paquita la del Barrio en su etapa adulta, y cuenta con las actuaciones de Erick Chapa, Miguel Ángel Biaggio, Lambda García, Sofía Garza, Marcia Coutiño y Gloria Stálina. Además contiene las participaciones de Milton Cortez, Paloma Woolrich, Alejandro de Marino, Emilio Guerrero y Joaquín Ferreira.

## Argumento
La trama comienza hacia 1957 en Alto Lucero (Veracruz). Francisca, conocida por todos como "Chica", es una niña de 10 años que sueña con ser una cantante muy famosa. Es admiradora del ídolo popular Pedro Infante. Sin embargo, sufre las burlas de sus compañeros en la escuela debido a su sobrepeso y tiene que aguantar las envidias de Clara, la mejor amiga de su hermana Viola.
Chica vive con sus abuelos Hernando y Engracia, su madre Aurora, sus tíos Antonio y Lucía, hermanos de su padre desaparecido, y sus tres hermanos, entre los cuales está Viola, quien además es su mejor amiga. Son muy humildes y su principal sostén económico es la tortillería que Aurora se encarga de atender. Antonio, por su parte, es un hombre muy mujeriego, y tiene fama de haber enamorado ya a todas las mujeres del pueblo.
Clara, la amiga de Viola, está enamorada de Antonio y se le insinúa, pero este la rechaza por tener la edad de su sobrina. Desesperada, recurre a Rosa, su madre, quien es la bruja del pueblo, para que la amarre con Antonio. Rosa odia a Antonio y en lugar de eso hace un embrujo para que la muerte lo siga, y amarra a su hija con Camilo, el niño rico del pueblo.
Chica ha estado enamorada de Camilo de toda la vida, sin embargo él jamás ha demostrado interés alguno en ella. Gracias al hechizo de Rosa comienza a enamorarse de Clara.
La profesora de Chica se da cuenta del enorme talento que ella posee para cantar, y la anima a participar en un concurso de talentos donde el premio es una bicicleta. Mientras tanto, y despechada por el rechazo de Antonio, Clara lo delata con el marido de una de sus amantes, quien en venganza asesina a Antonio justo cuando Chica está participando en el concurso. Este evento genera en la niña una impresión que le dura toda la vida, y a partir de ese momento le escribe cartas a su tío difunto.
Pasan cinco años, y ahora Chica es una quinceañera que canta junto con otras chicas de su edad, entre ellas Clara y Viola, en el coro de la iglesia, bajo la dirección del padre Fercho. Camilo y Clara sostienen un romance, para la tristeza de Paquita. Sin embargo, Clara le es infiel a Camilo cada que tiene oportunidad con cualquier hombre del pueblo.
Para ayudar a los gastos de su familia, Chica decide abandonar la escuela y entrar a trabajar a las oficinas del Palacio Municipal de Alto Lucero, donde recibe burlas de sus compañeros de nuevo gracias a su sobrepeso. De igual forma, su tía Lucía comienza a confeccionar vestidos para las mujeres del pueblo, quienes quedan encantadas con sus diseños a pesar de considerarlos "demasiado cortos".
Cierto día, un hombre le ofrece trabajo a Chica cantando en su bar por las noches al escuchar su voz. Ella accede, y aunque en un principio es abucheada, un hombre del público la defiende. Este sujeto resulta ser el nuevo tesorero del pueblo, Gerardo.
Engracia piensa que Gerardo puede ser un buen partido para su hija Lucía, sin embargo éste demuestra interés en Chica, a quien nombra su asistente en la oficina e invita a salir. Comienzan un romance a escondidas pues Gerardo es mayor que Chica por treinta años.
Todo se complica con el regreso de los Estados Unidos del padre de Chica y Viola, un hombre violento, intransigente y autoritario que, entre otras acciones, le prohíbe a su hija volver a cantar y a trabajar pues necesita que alguien lo atienda en la casa. Chica se revela y se va a casa de Gerardo, a donde la sigue su padre. Se enfrentan los dos hombres a golpes y Chica se queda a vivir con Gerardo, quien le propone matrimonio, aunque le advierte que sólo podrán casarse por el civil pues él es divorciado.
Mientras tanto, al no poder Chica al bar a cantar, Viola toma su lugar. Ahí la escucha un productor musical quien le dice que si algún día llega a ir a la Ciudad de México lo busque pues le puede dar una oportunidad. Viola comienza a ahorrar para su viaje, ilusionada, pero un día su padre decide marcharse de nuevo robándole todos sus ahorros, dejando a la familia muy desconcertada.
Camilo, quien a pesar de todo quiere a Chica como una hermana y que tiene la ilusión de estudiar Derecho en la capital, descubre que Gerardo nunca se ha divorciado. Trata de impedir la boda pero llega tarde. Decepcionado y harto de las peleas con Clara termina su relación y se marcha a la Ciudad de México a continuar sus estudios.
Chica queda embarazada y tiene un hijo, Gerardito. Al poco tiempo vuelve a embarazarse y nace su segundo hijo, Javier. Sin embargo, sufre porque su abuela Engracia la desprecia por la manera en que se fue de la casa y porque Gerardo cada vez se ausenta más. 
Un día llega al pueblo una mujer que presume ser la esposa de Gerardo y tener un hijo de 13 años con él. Esta, al enterarse de que su marido vive con otra y tiene dos hijos, comienza a intrigar contra Chica, poniendo a la gente en su contra y logrando que su abuela la desprecie aún más.
Chica al enterarse de la verdad toma a sus hijos y regresa a la casa de sus abuelos, abandonando a Gerardo y decidiendo que en adelante se llamará Paquita, como borrando todo su pasado de decepción.
Mientras tanto, y a causa de una de sus brujerías, Rosa muere en circunstancias extrañas, dejando a Clara sola en el mundo. Camilo al enterarse vuelve para acompañarla en su dolor, y retoman su relación.
Viola convence a Paquita de viajar a la Ciudad de México, recordando la promesa del productor musical y también tomando en cuenta el talento de su hermana. Dejando a sus hijos a cargo de la tía Lucía, ambas viajan acompañadas por Clara, quien busca de una vez por todas casarse con Camilo.
Una vez en la capital, e instaladas en una vecindad de la colonia Guerrero, las tres mujeres se enfrentan a una serie de dificultades para sobrevivir. Es aquí donde conocen a Marina, un travesti que de día es Mario, un mecánico muy varonil, y por las noches es "la reina del show". Se vuelve su mejor amiga y su apoyo incondicional.
Luego de tener problemas e incluso ser detenidas por cantar en un cabaret de mala muerte, Paquita y Viola consiguen trabajo en un lugar llamado "El Fogón", donde Jorge, la voz principal del mariachi, siente celos del talento de las hermanas. Con el tiempo se enamora de Viola y comienza una historia con ella.
Pronto Gerardo descubre donde está Paquita, y la va a buscar, ocasionando una pelea con ella en el hotel donde se hospeda. El gerente de dicho hotel defiende a Paquita y desde el primer momento queda enamorado de ella. Dicho hombre se presenta como Alfonso, y aunque Paquita en un principio lo rechaza, termina aceptando su amor y casándose con él.
Luego de una fuerte pelea con Viola, que las distanciaría por algún tiempo, y la evidente desintegración de "Las Golondrinas", Alfonso le propone a Paquita abrir un negocio donde ella pueda cantar en vivo y además ofrecer comida mexicana, aprovechando también su talento para la cocina. De esta manera nace "Casa Paquita".
Pasan los años, y la fama de Paquita trasciende en toda la colonia, donde los vecinos ya la conocen como "Paquita la del Barrio", famosa por la manera en que interpreta canciones contra los hombres y por su frase "¿Me estás oyendo, inútil?", misma que surge cuando una noche en pleno show observa a Alfonso llegar luego de dos días desaparecido y en medio de la canción es lo único que se le ocurre decirle.
Luego de una serie de vivencias amargas, entre ellas algunas infidelidades de Alfonso, Paquita trasciende a nivel nacional cuando el escritor Carlos Monsiváis la escucha cantar y escribe sobre ella. Esto llama la atención del periodista Guillermo Ochoa, quien además era también nativo de la colonia Guerrero. Este la invita a cantar a su programa Hoy mismo, naciendo así la estrella que todos conocemos hoy en día.
Ya en la fama, Paquita tiene que lidiar con la envidia de otra cantante muy famosa y con los malos manejos de Carmina, su mánager, los cuales la llevan hasta a la cárcel, pero a pesar de todo logra siempre levantarse, superar los obstáculos y vivir ese sueño que tenía cuando niña de ser una cantante muy famosa.

## Reparto
- Andrea Ortega-Lee - Francisca Viveros Barradas "Chica"/ Paquita la del Barrio[4]
- Erick Chapa - Camilo
- Miguel Ángel Biaggio - Jorge
- Lambda García[5] - Antonio
- Carlos Espejel - Eduardo Toscano
- Tomás Goros - Epifanio
- Sofía Garza - Viola Dorantes
- Saúl Hernández - Javier
- Dali González - Gerardito
- Gloria Stálina - Clara Sánchez
- Marcia Coutiño - Lucía
- Andrés Pardavé - Hernando
- Paloma Woolrich - Engracia
- Milton Cortéz - Gerardo
- Marissa Saavedra - Aurora
- Emilio Guerrero - Padre Fercho
- Carmen Madrid - Rosa
- Alejandro de Marino - Mario / Marina
- Joaquín Ferreira - Alfonso, "el inútil"
- Ariane Pellicer - Griselda
- Fabiana Perzabal - Rafaela
- Mimi Morales - Carmina
- Junma Rodil - Antonio "Toñito"